# Брда (Олово)
Брда су насељено место у Босни и Херцеговини, у општини Олово, које административно припада Федерацији Босне и Херцеговине. Према последњем попису становништва из 2013. у насељу је живјело 268 становника.

## Географија
Насеље се налази на надморској висини од 746 метара, површине 3,37 km², са густином насељености 83,38 становника по km².

## Становништво
| Националност       | 1971.        | 1981.        | 1991.        | 2013.        |
| Срби               | 169 (100,0%) | 135 (88,82%) | 118 (76,62%) | 3 (1,12%)    |
| Муслимани          |              | 17 (11,18%)  | 35 (22,73%)  | 262 (97,76%) |
| Хрвати             |              |              |              | 2 (0,74%)    |
| остали и непознато |              |              | 1 (0,65%)    | 1 (0,37%)    |
| Укупно             | 169          | 152          | 154          | 268          |